# قفل (يبعث)

تعديل مصدري - تعديل

قفل هي إحدى قرى عزلة يبعث بمديرية يبعث التابعة لمحافظة حضرموت، بلغ تعداد سكانها 269 نسمة حسب تعداد اليمن لعام 2004.